# Sabatia brevifolia
Sabatia brevifolia är en gentianaväxtart som beskrevs av Constantine Samuel Rafinesque. Sabatia brevifolia ingår i släktet Sabatia och familjen gentianaväxter. Inga underarter finns listade i Catalogue of Life.